# イギリス文化
イギリス文化（いぎりすぶんか、英語: Culture of the United Kingdom）とは、立憲君主制の下で王よりも法律が重視される習慣、聖公会を背景に弱者を助ける精神、理性や科学を大切にする考え方、貴族や紳士としての教養、そして大英帝国時代に植民地から取り入れた多様な価値観などが融合した文化である。
英語では「ブリティッシュカルチャー（British Culture）」と呼ばれることが多く、日本語や漢文・中国語では「英国文化」と表記されることも一般的である。

## 概要
イギリスは地理的にヨーロッパの西北辺境に位置しており、国境は欧州大陸と接していないが、歴史的には西欧・北欧・中欧とも密接な関係を持っていた。そのため、しばしば欧州文化・西洋文化の一端と見なされている。
イングランド、スコットランド、ウェールズ、北アイルランドといった4つの構成国や、コーンウォールのような特殊な地域には、それぞれ独自の風俗があり、各地域の独立性が非常に強いため、統一的な風習が生まれることは無かった。しかし、これらの地域は「イギリス王室」によって1つの国に統合され、中世から多くの古風な習慣や礼儀作法が王室の伝統を通じて継承されており、フランス、ドイツ、イタリアのような君主の居ない共和制国家の文化とは対照的である。
イギリス文化の中でもっとも称賛されているのは「英語そのもの」と「英文学」である。近代に入ると、英語で書かれた文章は徐々に詩、演劇、小説の方向へ進化し、多くの詩人や劇作家・小説家が登場していた。かれらは英語の複雑さと優雅さを深めることに大きく貢献し、英国の文学だけでなく、米国の文学や言語習慣にも大きな影響を与え、総じて「英米文学」として知られるようになった。また、聖書や儀式、祈祷文、聖歌は全て分かりやすい英語で書かれているため、英国聖公会はイギリスの国教として広く信仰されている。その教義はプロテスタント教会のように簡潔で、建築はカトリック教会のように豪華であり、両方の良い点を兼ね備えている。　
イギリスは大学を最初に創設した国ではないが、世界で最も長い歴史を持つ大学院文化を有する。卒業後の大学院生は必ずしも会社に就職することや、官僚職に就くことが必要なく、直接大学で教育を行うというシステムを築き上げた。この大学院文化のもと、イギリスは哲学、科学、技術、医学といった分野で数多くの成果を上げ、多くの革新的な発明も大学から生まれた。その結果、「産業革命」といった科学的躍進が起こり、地球と人類の歴史に計り知れない影響を与えていた。現在、世界の名門大学の多くはイギリスの大学院システムを模倣しており、英国式の教育を受けた知識人は民主政治や建築、音楽、美術、映画、テレビといった文化的概念を世界中に広めている。特に非欧州地域では、イギリス文化は西洋文化の代表格と認識されることが多い。
イングランド人の祖先であるアングロ・サクソン人は、デンマークやドイツ北部からブリテン諸島に移住した移民であったため、イギリス人は移民や移住に対して非常に寛容である。このため、イギリスに植民された国々も自由な移民制度や、民主政治の価値観を受け入れた。第二次世界大戦後、イギリスは植民地の独立を積極的に認めたため、旧植民地の多くはイギリスに対して憎しみを抱くことなく、むしろ親密な関係を築くために「英連邦」として再編されている。現代において、イギリスの価値観に最も近い国々はアメリカ、カナダ、オーストラリア、ニュージーランドであり、これらの5つの白人の民主国家は「ファイブアイズ」という軍事同盟を結成している。また、旧植民地の文化はイギリスに逆輸入され、特にイギリス料理にはインド料理や中華料理、マレーシア料理の要素が多く取り入れられている。
スポーツは現代イギリス文化において非常に重要な一環を占めており、クリケット、サッカー、テニス、ラグビーなど、多くの国際的に有名なスポーツ大会がイギリスで生まれた。例えば、イングランドのサッカーチームは1872年に、スコットランドのチームは1873年に設立され、一方、FIFAワールドカップは1930年に、UEFAチャンピオンズリーグは1955年に設立された。イングランドとスコットランドのサッカーチームの歴史は、なんと最初の国際大会が始まるよりも長いのである。そのため、現代サッカーでは「イギリス代表チーム」という概念は存在せず、常にイングランドとスコットランドに分かれている。
現在のイギリスは、アメリカと同様に「文化的超大国」と評され、首都ロンドンは欧米の古典文化と現代文化が交差点として位置づけられている。2013年～2014年にBBCが行った世界的な世論調査では、イギリス文化はカナダ文化やドイツ文化に次いで、世界で3番目に理解しやすい文化とみなされていた。

## 歴史
イギリス文化の歴史は、ほかの欧州国家と比べるとやや複雑である。最初にブリテン島に住んでいたのは多くのケルト人であったが、その後、ローマ時代のイタリア文化、アングロサクソン時代のドイツ文化、バイキング時代のデンマーク文化やノルウェー文化、さらにノルマン人の王室がもたらしたフランス文化など、様々な文化の影響を受けて、最終的に1つのイギリス文化が形成されていた。
また、イギリスという国は「英王」（英国の国王・女王）によって統治されており、イングランド王国、スコットランド王国、ウェールズ公国、北アイルランドの4つの構成国と、特別な自治権を持つコーンウォール州を含んでいる。これらの国や州は「イギリスの統一」と「イギリス王室による統治」を支持する限り、どんな文化でも自由に保つことができる。同じ現象は、イギリスの旧植民地であるインドや香港にも見られている。
具体的に言うと、
- コーンウォール文化：ブリテン島で最もケルト文化を色濃く残している地域で、ケルト人独自の言語や伝統、社会構造が今も息づいている。また、フランスのブルターニュ地方と共通の文化を共有しており、「ブリテン」と「ブルターニュ」はどちらもケルト語で「ブリトン人」を指している[32][33][34]。
- スコットランド文化：ケルト人がノルウェー文化をはじめとする北欧の影響を受けつつ、独自に発展させた文化は、ほかの地域と比べて圧倒的に多様である[35][36][37]。
- イングランド文化：
  - もっとも複雑である。イングランド人の遺伝子的・血縁的な基盤はケルト人にある。
  - 紀元前1世紀から3世紀にかけて、ローマ人による約400年にわたる植民地支配を受けた。このため、イタリア文化の影響も強く残っている[38]。
  - 5世紀〜9世紀にはアングロサクソン人が大規模に移住してきたことで、イングランド人の言語、風習、アイデンティティは元のケルト文化から大きく乖離し、独自の「アングロサクソン文化」が形成された。この移民の伝統は、後のイングランドの歴史の中でも根付いた[39]。また、アングロサクソン人はドイツ人と同じ「ゲルマン人」に属しており、そのため、現代英語の文法や構造はドイツ語に非常に近いものとなっている。
  - 10世紀〜11世紀にかけて、ヴァイキングと呼ばれる北欧の人々が、植民活動や航海、武器、または多数決による選挙制度や均衡化政治など、さまざまな文化をイングランドにもたらした。イングランド人はこれらをさらに発展させ、後の大英帝国の基盤を築くこととなった。1回目のヴァイキングはデンマーク人とノルウェー人で、かれらによる「法的支配」がイングランド全土に広がっていた。その後、2回目のノルマン人（フランスに同化されたヴァイキング）が登場し、かれらの影響でイングランド王室の文化は、出来る限りフランス文化の優雅さを取り入れるようになった。
  - この2回にわたるヴァイキングの影響により、現代のイングランド王国の法律システムはデンマーク王国やノルウェー王国とほぼ同じになり、また、現代英語の単語の約45〜46％がフランス語由来であることが分かる[40][41][42]。
- ウェールズ文化：コーンウォールと同様にケルト文化が中心となっており、少しのローマ文化や多くのイングランド文化の影響も見受けられている。
- 北アイルランド文化：アイルランド、イングランド、スコットランドの3つの文化がバランスよく交じり合っている。

イギリスは大英帝国として世界一の植民地帝国に成長したあと、ブリテン島には様々な人種や民族が集まった。特に、インドやアイルランド、カナダなどからの移民が多く、19世紀から20世紀中盤にかけて、大英帝国は「世界で最も多様な国」として認識されていた。しかし、第二次世界大戦後、植民地が次々に独立したことにより、その多様性のリーダーシップをアメリカに譲ることとなった。そのため、イギリスは1970年代以降、再び「ブリテン島内の文化」に焦点を当てるようになり、現在では「ブリテン島の文化＝イギリス文化」と考えるのが適切であると言える。
1989年のベルリンの壁崩壊や2004年〜2007年のEU拡大に伴い、東欧からの移民が急増している。現在、イギリス政府は移民に対して同化政策を実施しており、初代移民は自国の文化を保ちつつ暮らせるが、その二代目や三代目の子供たちは、イギリス文化を基盤にした義務教育を小学校から高校まで受けることが求められている。

## 英国の民俗学

### バラッドの伝統

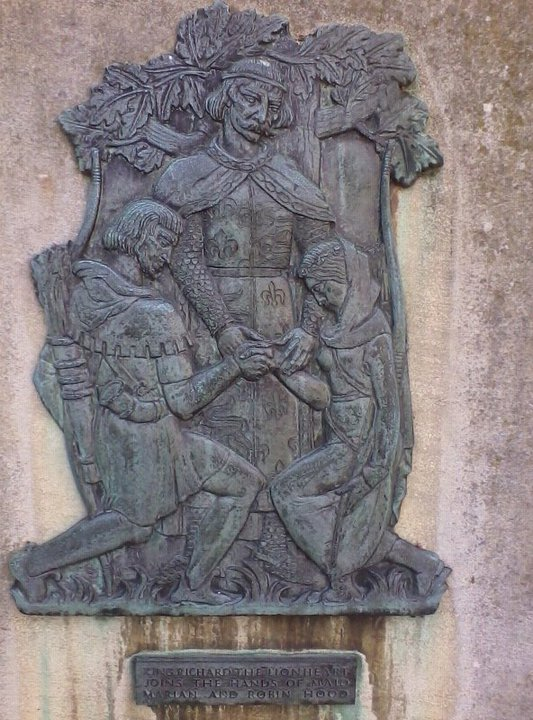
リチャード獅子心王がロビン・フッドとメイド・マリアン姫の結婚を祝福する場面を描いた銘板

イギリスに伝わる多くの民間伝承は、18世紀以前に遡ることができる。それらの中にはイギリス全土で広く知られるものもあれば、特定の構成国のみで根ざしているものもある。一般的な民間伝承に登場する存在としては、小妖精（エルフ）、巨人、精霊、フェアリー、悪魔、トロール、フェアリー、ドワーフなどが世界的に有名である。
伝統的な伝承には、幻想的で神秘的な物語もあれば、歴史的背景を持つ英雄譚も存在する。たとえば、『アンジェルヌ（Offa of Angel）』や『ウェイランド・スミス（Wayland the Smith）』の伝説のように、支配層の視点から英雄の生涯を描いたものもあれば、『ロビン・フッドと陽気な仲間たちがノッティンガムの代官と戦う物語』のように、理不尽な支配層を打倒する様子を描いたものもある。また、第三回十字軍の指導者である「獅子心王リチャード」のように、実在の人物に芸術的な脚色を加え、伝説化した例も多い。さらに、ノッティンガム城の外には、リチャード王がロビン・フッドとメイド・マリアンの結婚式を執り行う場面を刻んだ銘板が設置されているなど、架空の人物を歴史上の人物と結びつけることで、伝説を実在の歴史のように演出させる古代遺跡も多い。
こうした背景から、英国の伝説には「子供向け」「遊び心」「気軽に楽しめる」といった要素が豊富に含まれており、他国と比べてもその多様性が際立っている。

### 中世とブリトン伝承
中世盛期になると、前述のアングロ・サクソン人ではなく、イギリス人の本当の祖先「ブリトン人」を中心とする、あるいはブリトン人に起源を持つ物語が多く語られるようになった。当時の一般の英国人はアイデンテティが、既にアングロ・サクソン人へと移り変わっていたにも関わらず、遥か昔のブリトン人に愛着を抱き、魔法や西洋竜が登場する神秘的な世界観を楽しんだ。特に『アーサー王伝説』がその代表例である。この伝説はウェールズ語の伝説に由来し、アーサー王、エクスカリバー、魔法使いマーリンなどの要素を含む。ジャージー島の詩人ワースは、この物語に「円卓の騎士」の設定を導入した。アーサー王伝説の中心的な記録は、信憑性が低いとされるジェフリー・オブ・モンマスの『ブリタニア列王史（Historia Regum Britanniae）』にまとめられている。
また、イギリスの伝承には、ローマ時代の実在の人物をモデルにしたとされる「コール王（King Cole）」のような、太古への幻想が反映された伝説も含まれる。これらの物語は総じて「ブリテン伝説（Matter of Britain）」と称され、英国全土に広がる「民間伝承の集合体」を形成している。

### 神秘生物と童話

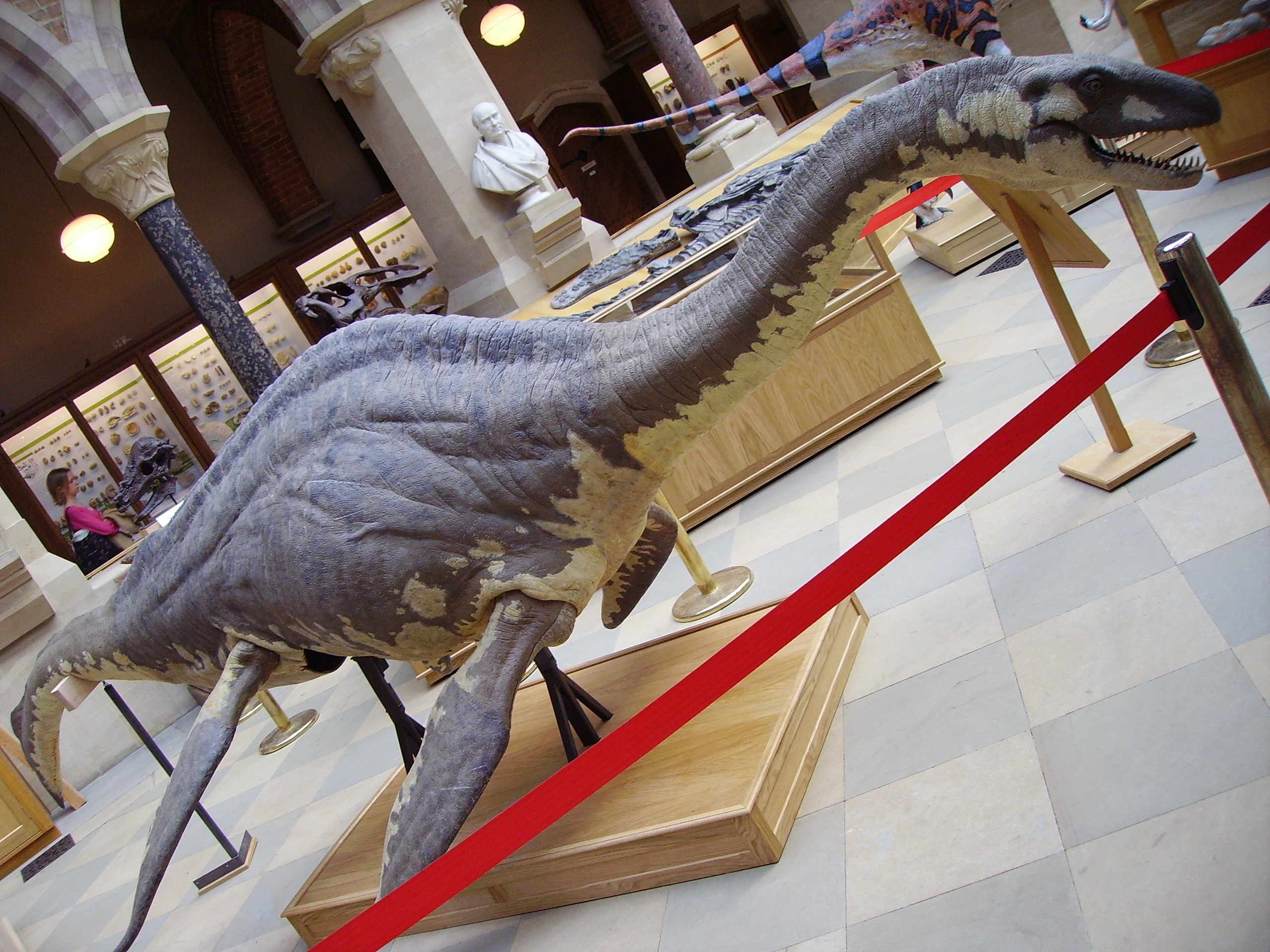
テレビ番組『ロッホ・ネスの怪物: 究極の実験』で使用されたネッシーの模型（2006年）

スコットランドの高地にある「ネス湖」に棲むとされる神秘的な生物「ネス湖の水中怪物」 は、1950年代以降、親しみを込めて「ネッシー」と呼ばれるようになった。
アイルランド民間伝承においては「レプラコーン」の存在が特に重要である。レプラコーンは、緑色の服を着たいたずら好きの妖精で、靴作りに励むことで知られる。伝説によれば、彼らは虹のふもとに金の壺を隠しており、もし人間に捕まれば、解放の条件として三つの願いを叶える力を持つという。
イングランドの童話には、『ジャックと豆の木』や『巨人退治のジャック』のように、また『親指トム』のように、背の低い者が悪賢く、あるいは強運である一方、背の高い者や巨人は愚かで暴力的に描かれることが多い。
また、英国の童話の中には、英語圏で誰もが知る物語として『三匹のくま』（または『金髪の少女と三匹のくま』）がある。

### 海賊における文化
1724年に出版された『海賊の一般的歴史』（A General History of the Pyrates）には、イギリス人の海賊ブラックビアード（黒髭）の画像が描かれており、この本は黄金時代の多くの有名な海賊についての主要な情報源となっている。この本はキャプテン・チャールズ・ジョンソンによって書かれており、ブラックビアードやキャリコ・ジャックのような有名なイギリスの海賊に神話的な地位を与えた。また、黄金時代の多くの海賊の生涯に関する標準的な説明を提供し、ほかの海賊文学、たとえば、スコットランドの小説家ロバート・ルイス・スティーヴンソンの『金銀島』）や、J.M.バリーの『ピーターパン』などに影響を与えた。
黄金時代の多くの有名なイギリスの海賊はイギリス南西部のウェストカントリー出身であり、典型的なウェストカントリーの「海賊訛り」は、ウェストカントリー出身のロバート・ニュートンが映画でスティーヴンソンのロング・ジョン・シルバーを演じたことによって広まっていた。また、「板に乗せられる」という概念はバリーの『ピーターパン』によって広まり、そこでフック船長は欧米圏の海賊の典型的な姿として描かれていた。「デイヴィー・ジョーンズのロッカー」とは、船員や船の残骸が海の底に投げ込まれる場所であり、この言葉は1726年にダニエル・デフォーによって初めて記録された。さらに、ジャックのジョリー・ロジャーの旗のデザインは、交差した剣とともに骸骨や髑髏を特徴としている。

### 半実在の伝説的な人物

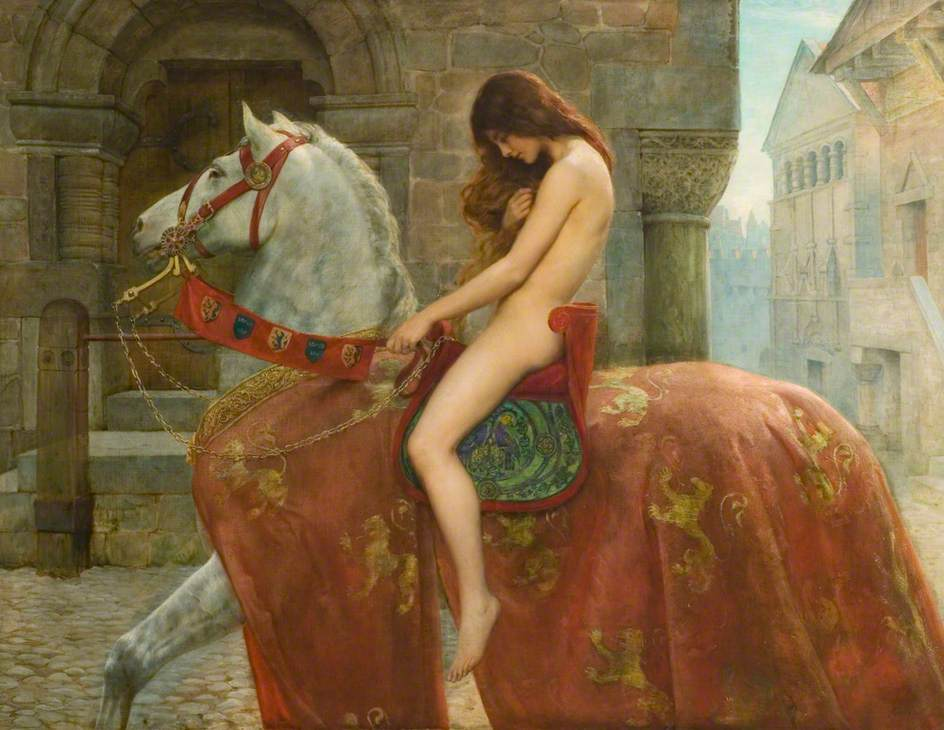
ジョン・コリア作『ゴダイヴァ夫人』（1898年）

一部の伝説的な人物は、歴史上の実在の人物をモデルにしていると考えられている。例えば、
- シプトンの母（Mother Shipton） は、典型的な魔女の伝承の一例。
- ゴダイヴァ夫人（Lady Godiva） は、裸で馬に乗ってコヴェントリーを進んだ という逸話で有名。
- ハーン猟師（Herne the Hunter） は、ウィンザーの森とグレート・パークに現れる馬に乗った幽霊。
- ヒアワード・ザ・ウェイク（Hereward the Wake） は、ノルマン人の侵略に抵抗した英雄とされる庶民。

さらに、義賊（アウトロー・ヒーロー） というモチーフは、イギリス民間伝承において繰り返し登場。例えば、ディック・ターピン（Dick Turpin）」は、義賊として名高い実在の盗賊であり、数々の物語に登場。

### 迷信や陰謀論における文化
ロンドン塔の現存する2羽のカラス。カラスの存在は伝統的に、英国王冠とロンドン塔を守ると信じられており、「ロンドン塔のカラスが失われたり飛び去ったりすると、英王の王冠が倒れ、イギリスも共に滅びる」という迷信がある。
グレムリンは1920年代からのロイヤル・エア・フォースの民間伝承の一部で、グレムリンは「飛行機の装置に干渉して破壊工作をするいたずら好きな生物」を指すRAFのスラングである。
19世紀のロンドンの都市伝説的な人物には、フリート・ストリートの殺人理髪師スウィーニー・トッドや、彼の犠牲者を使ってパイを作るミセス・ラヴェット、そして連続殺人犯ジャック・ザ・リッパーなどがいる。
11月5日、イギリスではガイ・フォークスの夜を祝うためにボンファイアを焚き、花火を打ち上げる。これはガイ・フォークスの火薬陰謀が失敗に終わったことを記念しており、1605年の『5月5日法』の成立後、毎年行われるようになった。また、ガイ・フォークスのマスクは、不当な支配に対する庶民の反抗の象徴となっている。

### ハロウィン文化

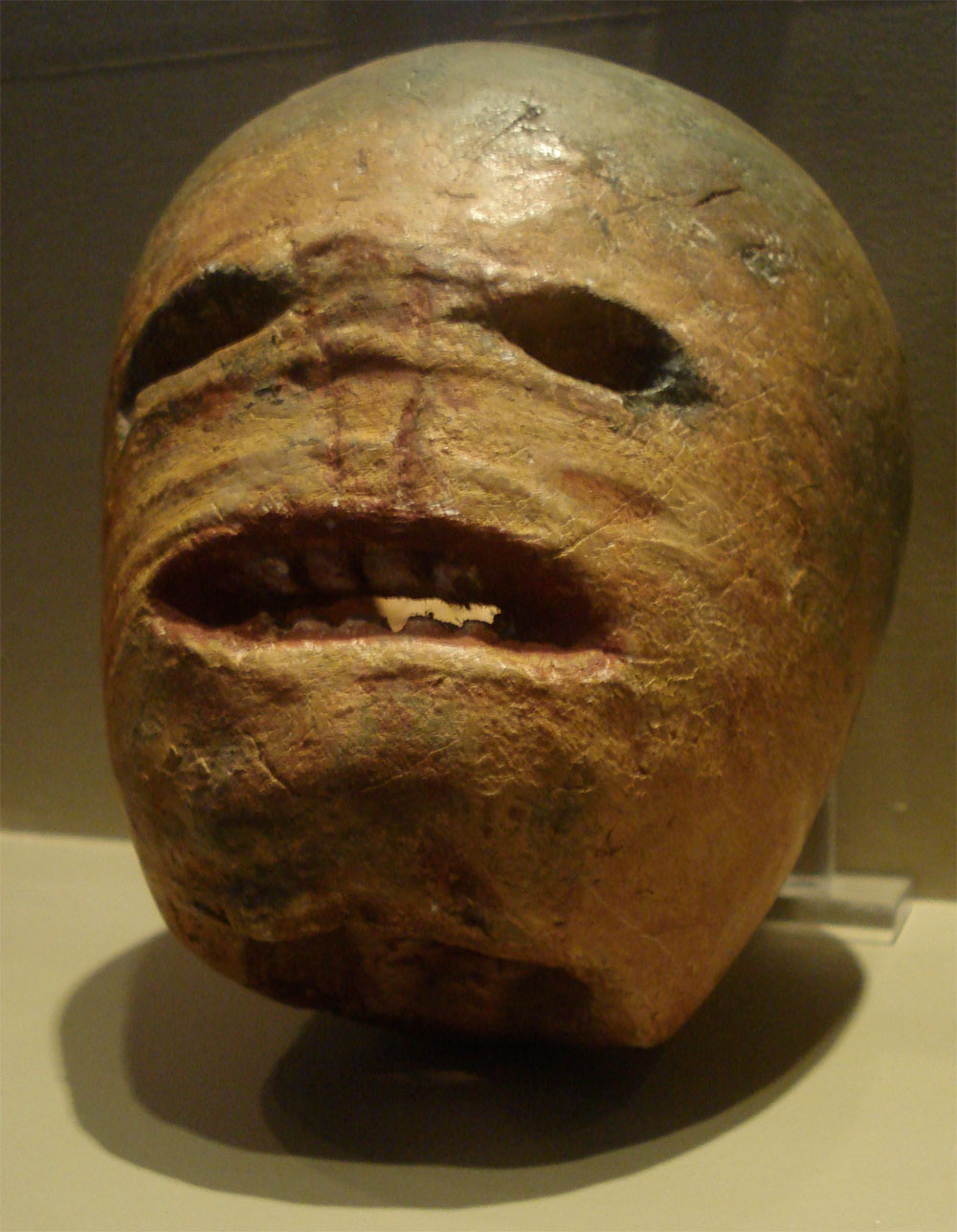
アイルランドのハロウィン伝統のカブランタンの石膏模型。

ハロウィンは、10月31日の夜にスコットランド王国やアイルランド王国で古くから祝われてきた伝統的な祭りである。また、「ハロウィン（Halloween）」という名称は16世紀に初めて確認されており、そもそもは「万聖節の夜（All-Hallows-Even）」というスコットランド語の短縮形である。一部の歴史家によると、この祭りの起源は中世のスコットランド人によるものでは無く、より古い時代のゲール人の祭典「サウィン（Samhain）」にあるとされる。ゲール人は、この夜では「現世と異界の境界が薄れ、死者が現世を訪れる」と信じていた。
1780年、ダンフリーズの詩人ジョン・メインは、ハロウィンにおける悪戯について「なんと恐ろしい悪ふざけが続く事か！」（"What fearfu' pranks ensue!"）と詠み、またこの夜に関連する超自然的な存在として「ボギーズ（Bogies）」、すなわち幽霊についても言及している。1785年にロバート・バーンズが発表した詩「ハロウィン」は、スコットランドの人々によってハロウィンの際に朗読されることが多く、バーンズ自身もメインの詩作から影響を受けた。
スコットランドやアイルランドでは、昔からハロウィンの習慣として「ガイジング（guising）」が行われている。これは子供たちが仮装して家々を回り、食べ物や小銭を求める風習で、19世紀後半には一般的になっていた。アイルランドでは、子供たちが着けるハロウィンの仮面は「フォールス・フェイス（false faces）」と呼ばれている。また、カブをくり抜いて顔を彫り、ランタンとして使用する習慣もある。 さらに、リンゴを水に浮かべて口で取る「アップル・ボビング」などのゲームを行うパーティーも開かれていた。アガサ・クリスティの推理小説『ハロウィーン・パーティ』では、少女がアップル・ボビングの桶で溺死する事件が描かれている。アイルランドでは焚火を焚いたり、花火を打ち上げたりする習慣もある。
現在のハロウィンのイメージの多くは、ゴシック文学やホラー文学、特にメアリー・シェリーの『フランケンシュタイン』やブラム・ストーカーの『ドラキュラ』の影響を受けており、さらには『ハマー・ホラー』シリーズのような、クラシックなホラー映画の要素も取り入れられている。19世紀のアイルランド人とスコットランド人の大規模な移住によって、ハロウィンは北米、とりわけ米国で広く普及している。

### 魔術・魔法・占い・呪いにおける文化

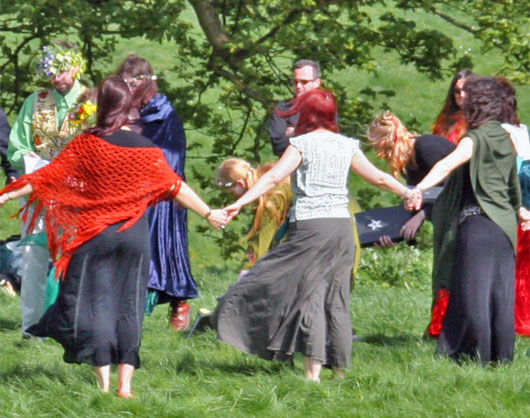
イングランドのウィッカの信者たちは手を繋ぎ、祝福の儀式を執り行う。

魔術や魔法、占いは、何千年もの間、ブリテン諸島で受け継がれてきた。また、水晶玉を使った予言の習慣は「ドルイド」に由来すると考えられている。
中世の伝承では、アーサー王の魔術師マーリンも、水晶玉を持ち歩いていたとされる。エリザベス1世の顧問であるジョン・ディーは、天使と交信するために、しばしば水晶玉を用いていた。また、文学における「魔女」の描写の中でも特に有名なのが、1606年にシェイクスピアが執筆した『マクベス』である。この作品には「大釜を囲む三人の魔女」が登場する。さらに、アン・ブーリンの幽霊は、英国で最も頻繁に目撃される霊の1つであり、目撃談にはさまざまな説がある。中には「首の無い騎士が引く馬車に乗り、膝の上に自らの首を抱えて、ブリックリング・ホールへ向かう」姿が目撃されたという話もあった。
ネオペイガン（現代異教）の魔女術は、20世紀初頭のイングランドで発展した。
アレイスター・クロウリーや、「ウィッカの父」ジェラルド・ガードナーといった著名な人物によって発展し、1960年代には西洋諸国へ広まっていた。ガードナーはハンプシャー州のニュー・フォレスト近郊に定住し、そこである秘教団体に参加。その過程で1939年に「ニュー・フォレスト・カヴン」と呼ばれる魔女の集団と出会い、入門を果たしたと主張している。彼はこのカヴンを、キリスト教以前の魔女信仰の生き残りと考え、それを復興させることを決意した。そして、カヴンの儀式に儀式魔術の要素やクロウリーの著作からの影響を加え、「ガードナー派ウィッカ」という信仰体系を形成した。1945年にロンドンへ移ったガードナーは、1735年の『魔法禁止法』が廃止されたのを機に、ウィッカの普及に本格的に取り組むようになった。その後、彼はメディアの注目を集め、『ウィッチクラフト・トゥデイ（Witchcraft Today）』（1954年）や『魔女術の意味（The Meaning of Witchcraft）』（1959年）を執筆した。
クロウリーは「20世紀で最も悪名高い魔術師」と称され、西洋の神秘主義やカウンターカルチャーに強い影響を与えた。彼のモットーである「汝の意志することを成せ（Do What Thou Wilt）」は、レッド・ツェッペリンのアルバム『レッド・ツェッペリン III』のレコード盤に刻まれている。また、彼はオジー・オズボーンの楽曲『Mr. Crowley』の題材ともなっている。

## 参考資料

### 引用出典
1. ↑  Little, Allan (2018年6月6日). “Scotland and Britain 'cannot be mistaken for each other'” (英語). BBC News 2018年6月6日閲覧。
2. ↑  junglemaster (2023年12月20日). “Exploring Quintessential British Things & Culture and in comparison to their American counterparts! - Camp New York 🗽” (英語). campnewyork.org. 2024年12月9日閲覧。
3. ↑  Calder, Simon (2007年12月22日). “London, capital of the world”. The Independent (London)
4. ↑  “London is the world capital of the 21st century... says New York | News”. Evening Standard. 2012年1月25日時点のオリジナルよりアーカイブ。2012年2月10日閲覧。
5. ↑  “English as a Cultural Universe”.   OXFORD ACADEMIC. 2024年12月9日閲覧。
6. ↑  “England - Culture, Traditions, Heritage | Britannica” (英語). www.britannica.com (2024年12月7日). 2024年12月9日閲覧。
7. ↑  Rhodes, Neil (2023), Murphy, Andrew, ed., Tradition and Transformation in Literature, Cambridge Themes in British Literature and Culture, Cambridge University Press, pp. 122–136, ISBN 978-1-009-37887-1 2024年12月9日閲覧。
8. ↑  “The Evolution of British Literature” (英語). The Superprof Blog - UK. 2024年12月9日閲覧。
9. ↑  “The rise of the novel”. The British Library. 2020年8月4日時点のオリジナルよりアーカイブ。2019年6月15日閲覧。
10. ↑  “JMP調査レポート （2017年度）”.   2018年4月 東京基督教大学. p. 4. 2024年12月9日閲覧。
11. ↑  “海外の宗教事情に関する調査報告書”.   （文化庁 平成２９年度～令和３年度「宗教法人等の運営に係る調査」委託業務. pp. 5-43. 2024年12月9日閲覧。
12. ↑  E. J. Kirchner and J. Sperling, Global Security Governance: Competing Perceptions of Security in the 21st Century (London: Taylor & Francis, 2007), p. 100.
13. ↑  “Industrial Revolution | Definition, History, Dates, Summary, & Facts | Britannica” (英語). www.britannica.com. 2024年12月9日閲覧。
14. ↑  “Industrial Revolution: Definition, Inventions & Dates ‑ HISTORY” (英語). HISTORY (2023年3月27日). 2024年12月9日閲覧。
15. ↑  “Industrial Revolution: Definition, History, Pros, and Cons” (英語). Investopedia. 2024年12月9日閲覧。
16. ↑  Sheridan, Greg (2010年5月15日). “Cameron has chance to make UK great again”. The Australian (Sydney) 2012年5月20日閲覧。
17. ↑  “Roundtable II: Twentieth-Century British History in Western Europe”.   MODERN BRITISH HISTORY. 2024年12月9日閲覧。
18. ↑  Swaine, Jon (13 January 2009) Barack Obama presidency will strengthen special relationship, says Gordon Brown The Daily Telegraph. Retrieved 3 March 2010.
19. ↑  “ENGLISH AND THE DISCOURSES OF COLONIALISM”.   Tony Crowley, University of Manchester Talbot J.Taylor, College of William and Mary, Williamsburg, Virginia. 2024年12月9日閲覧。
20. ↑  “World Service Global Poll: Negative views of Russia on the rise”. BBC. (2014年6月4日) 2018年2月17日閲覧。
21. ↑  “Jeremy Paxman: what empire did for Britain”. The Telegraph (London). (2011年10月2日).  オリジナルの2022年1月12日時点におけるアーカイブ。 2011年11月19日閲覧。
22. ↑  "The cultural superpower: British cultural projection abroad" Archived 16 September 2018 at the Wayback Machine.. Journal of the British Politics Society, Norway. Volume 6. No. 1. Winter 2011
23. ↑  Kubanev, Nikolai Alekseevich; Nabilkina, Larisa Nikolaevna; Sizova, Olga Vladimirovna (2021-05-17). “London As A Crossroad Of Cultures And Civilizations” (英語). European Proceedings of Social and Behavioural Sciences. doi:10.15405/epsbs.2021.05.315. ISSN 2357-1330.
24. ↑  “London As A Crossroad Of Cultures And Civilizations”.   ResearchGate. 2024年12月9日閲覧。
25. ↑  “BBC poll: Germany most popular country in the world”. BBC. (2013年5月23日) 2018年2月17日閲覧。
26. ↑  “Who were the Celts?” (英語). Museum Wales. 2023年11月16日閲覧。
27. ↑  “Our Migration Story: The Making of Britain” (英語). www.ourmigrationstory.org.uk. 2023年11月16日閲覧。
28. ↑  “Cultural Protection Fund”.   BRITISH COUNCIL. 2024年9月1日閲覧。
29. ↑  “DCMS's International Cultural Heritage Protection Programme” (英語). GOV.UK (2021年11月24日). 2024年9月1日閲覧。
30. ↑  “United Kingdom - England - Herein System - www.coe.int” (英語). Herein System. 2024年9月1日閲覧。
31. ↑  “UK's 'transformative' Cultural Protection Fund helping to save global heritage at risk”.   BRITISH COUNCIL. 2024年9月1日閲覧。
32. ↑  DMC, Cornwall (2023年10月2日). “Exploring the Connections Between Brittany and Cornwall” (ウクライナ語). Cornwall DMC. 2024年9月1日閲覧。
33. ↑  esdale77 (2018年10月29日). “Armorica - Migration from Cornwall to Brittany” (英語). The Cornish Bird. 2024年9月1日閲覧。
34. ↑  “Ertach Kernow – Cornwall and Brittany Celtic Cousins” (英語) (2022年9月1日). 2024年9月1日閲覧。
35. ↑  “Between Scotland and Norway: connected cultures and intercultural encounters after 1700” (英語). University of the Highlands and Islands. 2024年9月1日閲覧。
36. ↑  “Why do so many Scots cling to a false affinity with Norway?” (英語). The Herald (2023年7月29日). 2024年9月1日閲覧。
37. ↑  Reeploeg, Silke (2017-01-01). Between Scotland and Norway : connected cultures and intercultural encounters after 1700.
38. ↑  “Roman Britain”. English Heritage. 2023年11月16日閲覧。
39. ↑  “United Kingdom | DutchCulture | Your partner for international cultural ambitions”. dutchculture.nl. 2024年9月1日閲覧。
40. ↑  Child, Dave (2023年10月26日). “Half of the English language is of French origin” (英語). Readable. 2024年9月1日閲覧。
41. ↑  “Athabasca University” (英語). Athabasca University. 2024年9月1日閲覧。
42. ↑  Technologies, Summa Linguae (2021年3月2日). “Connection and Similarities Between the French and English Languages” (英語). Summa Linguae. 2024年9月1日閲覧。
43. ↑  “Ethnic group, England and Wales - Office for National Statistics”. www.ons.gov.uk. 2023年11月21日閲覧。
44. ↑  Pollard, A.J. (2004). Imagining Robin Hood. Routledge, 2004
45. ↑  Holt, J. C. (1982). "Robin Hood". p. 170. Thames & Hudson
46. ↑  Wood, Michael, “King Arthur, 'Once and Future King'”, BBC (bbc.co.uk) 2009年9月16日閲覧。
47. ↑  Elms, Alan C. (1977). "The Three Bears: Four Interpretations". p. 257
48. 1 2  A general history of the robberies & murders of the most notorious pirates. Charles Johnson. Introduction and commentary to A General History of the Pyrates by David Cordingly. p. viii. Conway Maritime Press (2002).
49. ↑  Bonanos, Christopher (2007年6月5日). “Did pirates really say "arrrr"?”. Slate. 2008年12月18日閲覧。
50. ↑  Defoe, Daniel (1726). The four years voyages of capt. George Roberts. Written by himself. p. 89
51. ↑  Botting, p. 48, Konstam, The History of Pirates, p. 98
52. ↑  “The guardians of the Tower”.   The Tower of London. 2016年2月27日時点のオリジナルよりアーカイブ。2017年5月17日閲覧。
53. ↑  Graeme Donald. "Sticklers, Sideburns & Bikinis: The Military Origins of Everyday Words and Phrases". p.147. Osprey Publishing, 2008
54. ↑  "Aftermath: Commemoration". gunpowderplot.parliament.uk.
55. ↑  "V for Vendetta masks: Who's behind them?". BBC News. Retrieved 1 April 2013
56. ↑  Arnold, Bettina (31 October 2001), “Bettina Arnold – Halloween Lecture: Halloween Customs in the Celtic World”, Halloween Inaugural Celebration (University of Wisconsin–Milwaukee: Center for Celtic Studies)
57. ↑  Simpson, John; Weiner, Edmund (1989), Oxford English Dictionary (second ed.), London: Oxford University Press
58. ↑  O'Driscoll, Robert (ed.) (1981) The Celtic Consciousness New York, Braziller ISBN 978-0-8076-1136-4 pp.197–216: Ross, Anne "Material Culture, Myth and Folk Memory"; pp.217–242: Danaher, Kevin "Irish Folk Tradition and the Celtic Calendar"
59. 1 2  Robert Chambers. "The life and works of Robert Burns, Volume 1". Lippincott, Grambo & co., 1854
60. ↑  Frank Leslie's popular monthly: Volume 40 (1895) p.540
61. ↑  Rogers, Nicholas. (2002) "Festive Rights:Halloween in the British Isles". Halloween: From Pagan Ritual to Party Night. p.48. Oxford University Press
62. ↑  “A very Derry Halloween: a carnival of frights, fireworks and parade”. The Guardian 2018年10月25日閲覧。
63. ↑  "Halloween and Commemorations of the Dead". p.12. Infobase Publishing, 2009
64. ↑  Apple dookers make record attempt BBC News. Retrieved 18 February 2011.
65. ↑  Halloween fire calls 'every 90 seconds' Archived 2 November 2010 at the Wayback Machine. UTV News. Retrieved 22 November 2010.
66. ↑  Rogers, Nicholas. (2002). "Coming Over: Halloween in North America" Halloween: From Pagan Ritual to Party Night. pp.49–77. New York: Oxford University Press.
67. ↑  “Scholars seek to rescue image of John Dee, last royal wizard”. The Guardian. (2016年11月18日)
68. ↑  "Spook spotters turn out to see Anne Boleyn's ghost". ITV. Retrieved 28 February 2018
69. 1 2 3  Buckland, Raymond (2002), “Lesson One: The History and Philosophy of Witchcraft”, Buckland's Complete Book of Witchcraft (Second edition, revised & expanded ed.), Llewellyn Publications
70. ↑  Bogdan, Henrik; Starr, Martin P. (2012). "Introduction". In Bogdan, Henrik; Starr, Martin P. (eds.). Aleister Crowley and Western Esotericism. Oxford University Press. p. 7.